# 異世界小白玩家 －用 HP1 展開最強最快的迷宮攻略－
《異世界小白玩家 －用 HP1 展開最強最快的迷宮攻略－》是《精灵使的剑舞》作者志瑞祐原案、青桐良漫畫繪畫的TRPG異世界漫畫作品，於2019年在Niconico靜畫内的《星期三的天狼星》連載。單行本第一卷於同年9月9日由讲谈社發售。2024年11月6日宣布將改編成電視動畫消息，横田守担任監督、動畫製作則由2022年成立的Durandal（デュランダル）製作。

## 登場人物

### 主要人物
桐原行人（聲：浦和希）
本作主角。16歲，喜愛以固定等級通關遊戲。被邪神涅菲莉亞召喚至異世界並發現其謊稱妹妹佐奈沒死而搶奪世界書。受到邪神涅菲莉亞的寵愛，因此HP永久保持在1以及不可復活。職業魔法師與盜賊。
夏綠蒂·R·布朗尼亞（聲：優木加奈）
行人被哥布林襲擊時出手幫助的女聖騎士。布朗尼亞公爵家的三女。雖為女聖騎士，但筋力只有7以至於拯救行人的當下，反被哥布林攻擊，最後由羅西南特出手解救才得以逃脫。原信奉「慈愛之神」露莉亞，後來為擊敗黑龍而暫時改信「憤怒與鍛造之神」弗洛魯加斯。
露米莉亞·薛伍德（聲：石川由依）
女精靈。被誘拐至伊達村，成為村民給予黑龍的貢品。原信奉「森林之神」尤妮絲，但因為信仰的神明沒有出手拯救同胞而聽從行人的建議改信「盜賊之神」沙達。
莉薇娜·達克（聲：前田佳織里）
黑矮人族，原是地下世界某國的公主。被獸人族稱為「黑暗祭司」。信奉邪神卓亞=鴣=骸。
羅西南特（聲：落合福嗣）
夏綠蒂的馬，戰鬥力比主人夏綠蒂更強。
瑪納加爾姆（聲：伊藤彩沙）
章魚，露米莉亞的搭檔。

### 神
涅菲莉亞·卡斯（聲：日笠陽子）
「猛惡之神」的邪神、居住於「永恆世界」中的「暗黑女王」，又被稱為「所有死亡的母親」，是召唤桐原行人至异世界的神明。因欺騙行人說他的妹妹沒死而被行人搶奪世界書，為了奪回世界書而派遣部下追殺行人。

### 冒險者
蘭故·亞瑟
僧侶，因信奉「公正之神」奧茲瑪而獲得能夠感知惡神的信徒與受加護者，因此初次與行人相遇時就決定與其組隊並將其殺害，但最終刺殺失敗而被關入工會監獄。後來被工會長釋放卻發現其身上擁有惡的氣息，最後被其食腦而死。
米魯迪斯托
冒險者工會的工會長，實際上已被食腦怪取代。有意與行人結盟共同對抗涅菲莉亞。
華瓦德·傑克
雞人，轉生者，職業術士。轉生前是位義大利籍美國人，就任IT技術員的工作。參與進攻邪惡寺院計劃的冒險者之一。原本是人類，卻被身為變身種的善介背刺而被邪惡寺院囚禁，最終淪為魔導生物實驗的材料成為嵌合體。
愛魯梅德·歐斯利
人族，職業法術士。參與進攻邪惡寺院計劃的冒險者之一。
米伽西·凜
半兽人，職業野蠻人。參與進攻邪惡寺院計劃的冒險者之一。
斯诺克·修伯
地精，職業奇械師。參與進攻邪惡寺院計劃的冒險者之一。

### 邪惡寺院
賈拉閘
妖精族，職業德魯伊。露米莉亞的哥哥。邪惡寺院的大祭司。
沙邁扎
邪惡寺院的信徒，哥布林巫师。四處掠奪村子是為了將貢品給予黑龍伽爾佐莫咕。最終在辱罵行人是個「卑怯者」的同時也被行人使用的毒氣殺死。
佐渡城善介
變身種、轉生者，高級祭司。為人卑劣。轉生前是曾犯5起殺人事件，加上搶劫、強姦等罪行被判死刑。持有「規則書」。曾經陷害冬季避難所領主納谷魯，使其全家被處死。敗給行人後被捕，其持有的「規則書」在行人複製了所有資訊後被燒燬。最後被自己陷害的納谷魯一家啃咬而死。
阿布魯·鐵斯卡里戈
食人魔巫師，高級祭司。
維斯姬·佐·巴姆
害蟲，領主。
貝魯賊魯·愛格魯
地底惡魔。

### 其他
桐原佐奈（聲：月城日花）
桐原行人的妹妹，14歲。優等生兼學生會長。
世界書／旁白（聲：勝杏里）
记载「永恆世界」所有事迹的書。
賽利娜
露米莉亞的姐姐。為了拯救妹妹露米莉亞而襲擊伊達村，最後成功救出露米莉亞但卻被黑龍襲擊並帶走。
納谷魯
前冬季避難所的領主，屍妖。因被邪惡寺院的成員佐渡城善介陷害而死因此十分憎恨邪惡寺院，在行人的到來後聽從行人的建議與行人結盟，並且吸取行人的等級以達到行人偽裝潛入冬季避難所。在善介被行人捕獲後，與家人一同啃咬善介，成功完成復仇。

## 出版書籍

### 漫畫
| 卷數 | 讲谈社        | 讲谈社                 |
| 卷數 | 發售日期      | ISBN                   |
| ---- | ------------- | ---------------------- |
| 1    | 2019年9月9日  | ISBN 978-4-065-16830-1 |
| 2    | 2020年4月9日  | ISBN 978-4-065-19138-5 |
| 3    | 2020年10月9日 | ISBN 978-4-065-20989-9 |
| 4    | 2021年5月7日  | ISBN 978-4-065-23349-8 |
| 5    | 2021年11月9日 | ISBN 978-4-065-25865-1 |
| 6    | 2022年5月9日  | ISBN 978-4-065-27821-5 |
| 7    | 2022年11月9日 | ISBN 978-4-065-29773-5 |
| 8    | 2023年5月9日  | ISBN 978-4-065-31718-1 |
| 9    | 2023年11月9日 | ISBN 978-4-065-33706-6 |
| 10   | 2024年5月9日  | ISBN 978-4-065-35645-6 |
| 11   | 2024年11月8日 | ISBN 978-4-065-37396-5 |

## 外部連結
- 星期三的天狼星（日語）